# Dinslaken
Dinslaken – miasto w Niemczech, w kraju związkowym Nadrenia Północna-Westfalia, w rejencji Düsseldorf, w powiecie Wesel. W 2013 roku miejscowość zamieszkiwało 67 190 osoby.
W mieście rozwinął się przemysł wydobywczy, hutniczy oraz naftowy.

## Zabytki
- Zamek w Dinslaken

## Miasta partnerskie
Poniżej wspomniane miasta są partnerami miasta Dinslaken:
- Agen, Francja
- Arad, Izrael